# 和久田正明
和久田 正明（わくだ まさあき、1945年1月21日 - 2025年4月24日）は、日本の脚本家、小説家。

## 来歴・作風
静岡県出身、横浜市・東京都育ち。
20代の頃は画商になりたく、画廊に勤務していた。24歳の時に独学でシナリオ修業を始める。映画監督の村山新治、脚本家の村尾昭と知り合ったことで脚本家デビューのきっかけを得て、28歳の時に『プレイガール』で脚本家デビュー。
1970年代から1990年代まで、テレビの時代劇やアクションドラマの脚本を数多く手がけた。その脚本には主に、善人が悪人の罠にはまり無残な最期を遂げる様をじっくり描くという筋書きが多い。
その後は時代小説の執筆に専念していた。

## 作品リスト（シリーズ・出版年順）

### テレビ
- プレイガール（1969 - 1974年、東映・東京12チャンネル）
- チャージマン研!（1973年、ナック・TBS）
- 大盗賊（1974年、国際放映・フジテレビ）
- プレイガールQ（1974 - 1976年、東映・東京12チャンネル）
- お耳役秘帳（1976年、歌舞伎座テレビ・関西テレビ）
- 桃太郎侍（1976 - 1981年、東映・日本テレビ）
- 五街道まっしぐら!（1976年、東映・NET）
- 事件(秘)お料理法（1977年、宣弘社・関西テレビ）
- 必殺シリーズ（松竹・朝日放送）
  - 新・必殺仕置人 第28話「妖刀無用」（1977年）
  - 必殺仕事人 第28話「尼寺に鬼女は棲むのか?」（1979年）
- 吉宗評判記 暴れん坊将軍（1978 - 1982年、東映・テレビ朝日）
- 大追跡（1978年、東宝・日本テレビ）
- 若さま侍捕物帳（1978年、国際放映・テレビ朝日）
- 俺たちは天使だ!（1979年、東宝・日本テレビ）
- 大都会 PARTIII（1979年、石原プロモーション・日本テレビ）
- 探偵物語 第12話「誘拐」（1979年、東映芸能ビデオ・日本テレビ）
- 爆走!ドーベルマン刑事（1980年、東映・テレビ朝日）
- 旅がらす事件帖（1980 - 1981年、国際放映・関西テレビ）
- 斬り捨て御免!(第2シリーズ)（1981年、歌舞伎座テレビ・東京12チャンネル）
- 西部警察 第90話「天使の身代金」（1981年、石原プロモーション・テレビ朝日）
- 幻之介世直し帖（1981 - 1982年、国際放映・日本テレビ）
- 鞍馬天狗（1981 - 1982年、テレパック・TBS）
- 松平右近事件帳 第10話「極楽とんぼのならず者」（1982年、ユニオン映画・六本木オフィス・日本テレビ）
- ザ・ハングマンII（1982年、松竹芸能・朝日放送）
- 眠狂四郎円月殺法（1982 - 1983年、歌舞伎座テレビ・テレビ東京）
- 暁に斬る!（1982 - 1983年、ヴァンフィル・関西テレビ）
- 眠狂四郎無頼控（1983年、歌舞伎座テレビ・テレビ東京）
- 暴れん坊将軍II（1983 - 1987年、東映・テレビ朝日）
- 新ハングマン（1983年、松竹芸能・朝日放送）
- 新大江戸捜査網（1984年、ヴァンフィル・テレビ東京）
- 暴れ九庵（1984 - 1985年、東宝・関西テレビ）
- ザ・ハングマン4（1985年、松竹芸能・朝日放送）
- 影の軍団IV（1985年、東映・関西テレビ）
- 影の軍団 幕末編（1985年、東映・関西テレビ）
- 銭形平次（1987年、ユニオン映画・日本テレビ）
- 若大将天下ご免!（1987年、東映・テレビ朝日）
- ハングマンGOGO（1987年、松竹芸能・朝日放送）
- 暴れん坊将軍III（1988 - 1990年、東映・テレビ朝日）
- 長七郎江戸日記(第2シリーズ)（1988 - 1989年、ユニオン映画・日本テレビ）
- 八百八町夢日記（1989 - 1992年、ユニオン映画・日本テレビ）
- 参上! 天空剣士（1990年、松竹・テレビ東京）
- 西遊記（1994年、日本テレビ）

### 小説

#### 公儀刺客御用シリーズ
- 残月剣（2003年2月 廣済堂文庫）
- 千両首（2003年10月 廣済堂文庫）
- 血笑剣（2004年2月 廣済堂文庫）

#### 夜桜乙女捕物帳シリーズ
- 夜桜乙女捕物帳（2003年8月 学研M文庫 / 2013年3月 学研M文庫【新装版】）
- 鉄火牡丹（2004年2月 学研M文庫 / 2013年4月 学研M文庫【新装版】）
- 鬼同心の涙（2004年6月 学研M文庫 / 2013年5月 学研M文庫【新装版】）
- つむじ風（2004年6月 学研M文庫）
- 紅の雨 （2004年8月 廣済堂文庫）
- 箱根の女狐（2004年9月 学研M文庫）
- 情け傘（2004年11月 廣済堂文庫）
- 蝶が哭く（2005年1月 学研M文庫）
- なみだ町（2005年3月 廣済堂文庫）
- 白刃の紅（2005年4月 学研M文庫）
- 夜の風花（2005年8月 学研M文庫）
- 猫の仇討（2005年12月 学研M文庫）
- 浮雲（2006年3月 学研M文庫）
- みだれ髪（2006年8月 学研M文庫）
- 殺し屋（2007年1月 学研M文庫）

#### 読売り雷蔵世直し帖シリーズ
- 彼岸桜（2005年5月 双葉文庫）
- 螢の川（2005年9月 双葉文庫）
- 初雁翔ぶ（2006年1月 双葉文庫）
- 美女桜（2012年2月 廣済堂文庫）
- 毒の花（2012年3月 廣済堂文庫）
- 地獄花（2012年4月 廣済堂文庫）
- うら獄門（2012年8月 廣済堂文庫）

#### 八丁堀つむじ風シリーズ
- 月の牙（2005年11月 廣済堂文庫）
- 風の牙（2006年3月 廣済堂文庫）
- 火の牙（2006年7月 廣済堂文庫）
- 夜の牙（2007年1月 廣済堂文庫）
- 鬼の牙（2007年4月 廣済堂文庫）
- 炎の牙（2007年11月 廣済堂文庫）
- 氷の牙（2008年6月 廣済堂文庫）
- 紅の牙（2008年12月 廣済堂文庫）
- 妖の牙（2009年6月 廣済堂文庫）
- 海の牙（2010年11月 廣済堂文庫）
- 魔性の牙（2011年12月 廣済堂文庫）

#### 新八丁堀つむじ風シリーズ
- 黒衣の牙（2015年7月 廣済堂文庫）

#### はぐれ十左御用帳シリーズ
- はぐれ十左御用帳（2006年5月 徳間文庫）
- 情け無用（2006年10月 徳間文庫）
- 冷たい月（2007年5月 徳間文庫）
- 狐の穴（2007年11月 徳間文庫）
- 逆臣蔵（2008年6月 徳間文庫）
- ふるえて眠れ（2008年12月 徳間文庫）
- 家康の靴（2009年6月 徳間文庫）
- 卍の証（2009年12月 徳間文庫）
- 罪なき女（2010年6月 徳間文庫）
- 女侠（2011年2月 徳間文庫）

#### はぐれ十左暗剣殺シリーズ
- はぐれ十左暗剣殺（2011年7月 徳間文庫）
- 蜘蛛女（2012年1月 徳間文庫）
- 悪の華（2012年9月 徳間文庫）
- 笑う女狐（2013年4月 徳間文庫）
- 黒刺客（2013年12月 徳間文庫）
- 弾丸を嚙め（2016年8月 徳間文庫）

#### 火賊捕盗同心捕物帳シリーズ
- あかね傘（2006年4月 双葉文庫）
- 海鳴（2006年10月 双葉文庫）
- こぼれ紅（2007年2月 双葉文庫）

#### 牙小次郎無頼剣シリーズ
- 夜来る鬼（2007年8月 学研M文庫）
- 桜子姫（2008年1月 学研M文庫）
- 黄泉知らず（2008年7月 学研M文庫）
- 月を抱く女（2009年2月 学研M文庫）
- 緋の孔雀（2009年7月 学研M文庫）
- 恋小袖（2011年5月 学研M文庫）

#### 鎧月之介殺法帖シリーズ
- 飛燕（2007年7月 双葉文庫）
- 魔笛（2007年11月 双葉文庫）
- 闇公方（2008年2月 双葉文庫）
- 斬奸状（2008年9月 双葉文庫）
- 女刺客（2009年3月 双葉文庫）
- 手鎖行（2009年10月 双葉文庫）
- 桜花の乱（2010年4月 双葉文庫）
- 女怪（2014年12月 コスミック・時代文庫）

#### 死なない男 同心野火陣内シリーズ
- 死なない男 同心野火陣内（2009年9月 ハルキ文庫）
- 月夜の鴉（2010年1月 ハルキ文庫）
- 狐化粧（2010年6月 ハルキ文庫）
- 嫁が君（2011年1月 ハルキ文庫）
- 虎の尾（2011年6月 ハルキ文庫）
- 幻の女（2012年2月 ハルキ文庫）
- 赤頭巾（2012年9月 ハルキ文庫）
- 女義士（2013年5月 ハルキ文庫）
- 鬼花火（2014年1月 ハルキ文庫）
- なみだ酒（2014年6月 ハルキ文庫）

#### 黒衣忍び人シリーズ
- 黒衣忍び人（2010年2月 幻冬舎文庫）
- 邪忍の旗（2010年12月 幻冬舎文庫）
- 天草の乱（2011年12月 幻冬舎文庫）

#### くノ一忍び化粧シリーズ
- くノ一忍び化粧（2010年9月 光文社文庫）
- 外様喰い（2011年5月 光文社文庫）

#### 女ねずみシリーズ
- 女ねずみ忍び込み控（2011年9月 学研M文庫）
- 女ねずみみだれ桜（2012年4月 学研M文庫）
- 女ねずみ泥棒番付（2012年12月 学研M文庫）

#### 夫婦十手シリーズ
- 夫婦十手（2012年4月 光文社文庫）
- 大奥の怪（2013年2月 光文社文庫）
- 正義の仮面（2013年11月 光文社文庫）

#### 特命 影の隠密役シリーズ
- 特命 前篇 殺し蝶（2014年8月 徳間文庫 / 2014年11月 徳間文庫【改訂版】）
- 特命 後篇 虎の爪（2014年9月 徳間文庫 / 2014年12月 徳間文庫【改訂版】）
- 身代金（2015年4月 徳間文庫）
- 残酷な月（2015年10月 徳間文庫）

#### 髪結の亭主シリーズ
- 髪結の亭主（2015年1月 ハルキ文庫 時代小説文庫）
- 黄金の夢（2015年2月 ハルキ文庫 時代小説文庫）
- お艶の言い分（2015年7月 ハルキ文庫 時代小説文庫）
- 兄妹の星（2015年8月 ハルキ文庫 時代小説文庫）
- 子別れ橋（2016年3月 ハルキ文庫 時代小説文庫）
- 猫とつむじ風（2016年6月 ハルキ文庫 時代小説文庫）
- 姫の災難（2016年12月 ハルキ文庫 時代小説文庫）

#### 将軍の猫シリーズ
- 将軍の猫（2015年12月 角川文庫）
- 悪の華（2016年10月 角川文庫）

#### 地獄耳シリーズ
- 奥祐筆秘聞（2016年10月 二見時代小説文庫）

#### その他
- 影法師殺し控（2012年7月 ベスト時代文庫）
- 鬼譚（2013年4月 廣済堂文庫）
- 三代目五右衛門（2013年10月 学研M文庫）
- 妖怪十手（2014年5月 廣済堂文庫）
- 嵐を呼ぶ女（2016年4月 光文社文庫）
- 提灯奉行 (2018年1月　小学館文庫)